# Companhia Nacional de Caminhos de Ferro ao Sul do Tejo
A Companhia Nacional dos Caminhos de Ferro ao Sul do Tejo, igualmente conhecida como Companhia dos Brasileiros, foi uma empresa de origem portuguesa, que construiu e explorou as ligações ferroviárias entre o Barreiro, Setúbal e Vendas Novas, em Portugal.

## História

### Formação
Em 24 de Julho de 1854, o governo português assinou um contracto com uma sociedade de empresários, para construir e explorar uma ligação ferroviária entre a localidade de Vendas Novas e um porto na Margem Sul do Tejo, o qual seria ligado a Lisboa por carreiras fluviais; o estado iria apoiar este projecto pela atribuição de um subsídio de 7$880 por quilómetro construído, além de assegurar um fornecimento gratuito de madeiras, e isentar a Companhia de todos os impostos, incluindo os sobre as máquinas, materiais importados e exploração. Para este fim, foi formada a Companhia Nacional dos Caminhos de Ferro ao Sul do Tejo, à qual foi atribuída, em 6 de Dezembro de 1854, a concessão para a construção deste troço. Os estatutos da Companhia foram publicados a 6 de Fevereiro do ano seguinte.

### Construção do Caminho de Ferro do Sul

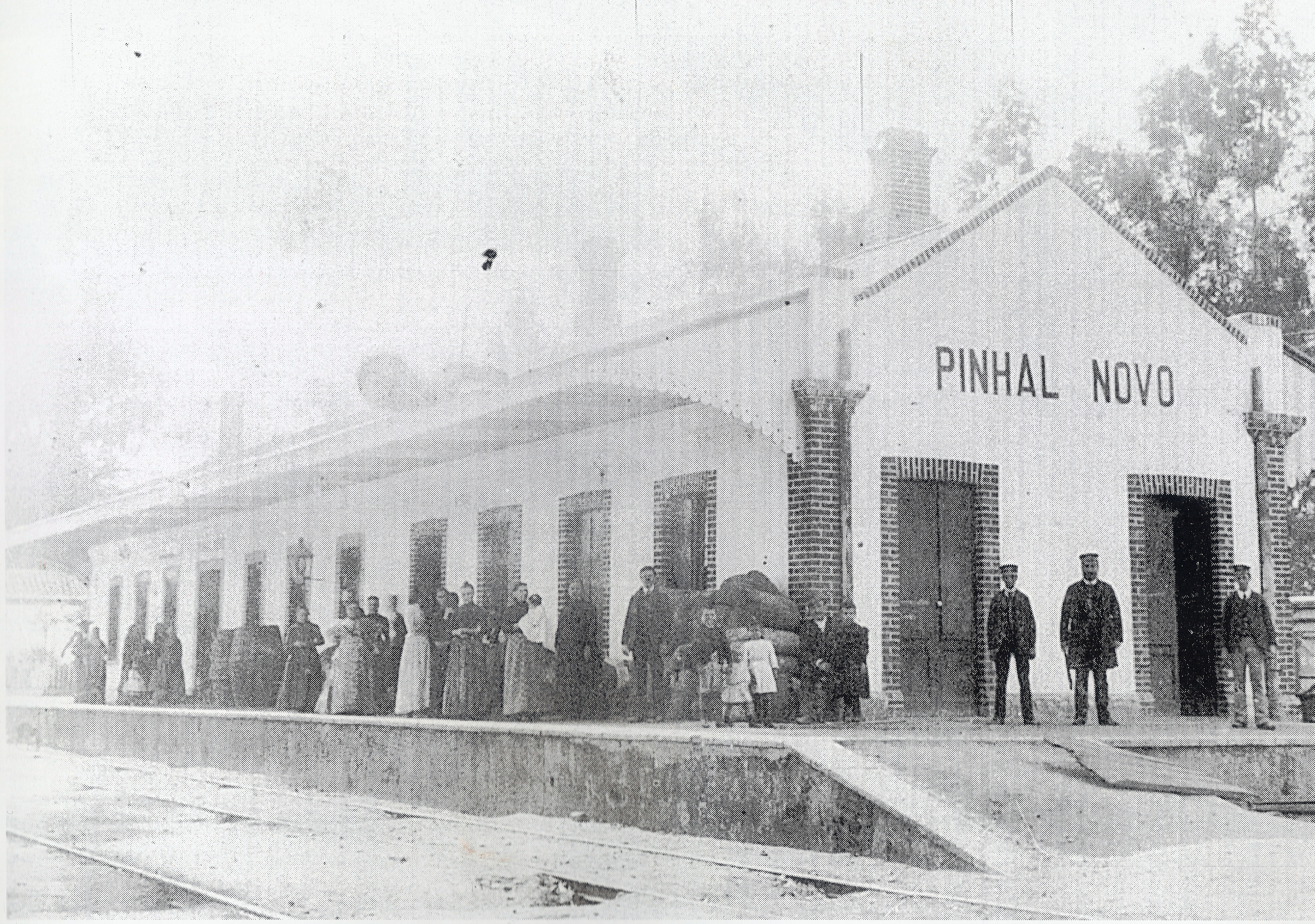
Estação do Pinhal Novo, nos finais do século XIX.

Inicialmente, o ponto escolhido para a construção do porto fluvial recaiu sobre a localidade de Aldeia Galega (actual Montijo), mas o local foi alterado para as proximidades do Barreiro, devido, entre outras razões, às melhores condições naturais oferecidas.
O primeiro troço do Caminho de Ferro do Sul, entre o Barreiro e Bombel, junto a Vendas Novas, foi inaugurado a 15 de Junho de 1857, utilizando uma bitola de 1,44 metros; a ligação a Vendas Novas foi completada em 1 de Fevereiro de 1861. No entanto, surgiram desde logo alguns conflitos entre o estado e a Companhia, por esta utilizar serviços normais em vez de expresso para transportar o correio, como seria previsto; por outro lado, o facto da Companhia do Sueste ter construído desde 1860 as linhas Vendas Novas entre Beja e Évora em bitola ibérica, impossibilitava a passagem das composições, pelo que era indispensável efectuar transbordo das mercadorias e passageiros. Nesta altura, José de Salamanca mostrou-se interessado em empreender obter os direitos de construção do Caminho de Ferro do Sul, razão pela qual o rei D. Pedro V, que nutria uma certa animosidade contra o empresário de origem espanhola por este já controlar a construção das principais ligações ferroviárias portuguesas, ordenou à empresa que a concessão só poderia ser alienada para o estado. A 1 de Fevereiro de 1861, foi concluída a construção do troço entre Pinhal Novo e Setúbal, igualmente na bitola de 1,44 m.

### Declínio e nacionalização
De forma a unificar a gestão da rede ferroviária ao Sul do Rio Tejo, o estado iniciou, em Setembro de 1861, um processo de nacionalização desta companhia, que foi concluído com um contrato de 5 de Setembro. As antigas linhas estiveram na gestão do estado até Abril de 1864, data em que a concessão foi trespassada para a Companhia do Sueste, que as devia adaptar para a bitola ibérica.